# Zostera

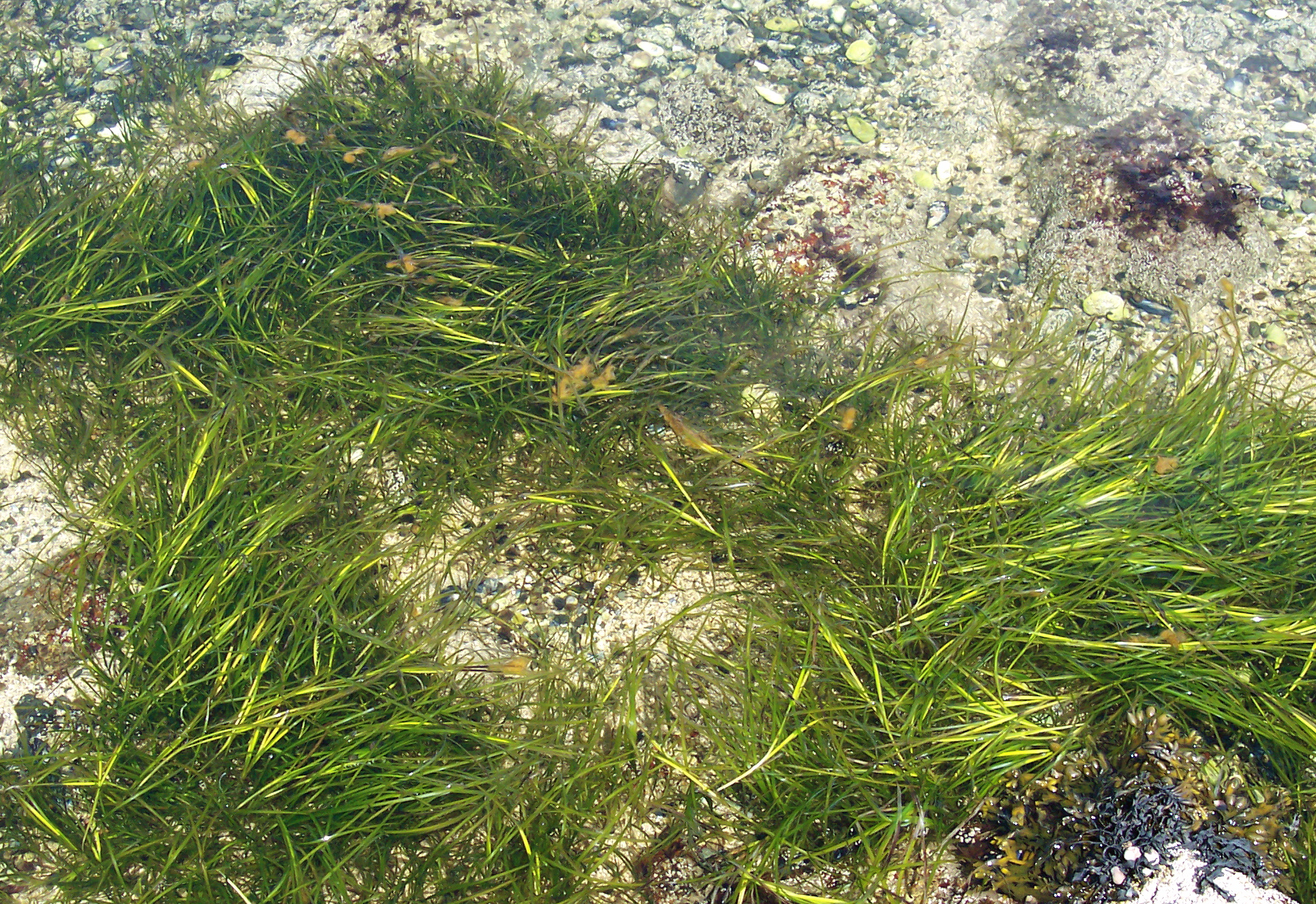
Zostera sp a Birch Island, Maine

Zostera és un petit gènere de plantes amb flors, són plantes aquàtiques àmpliament distribuïdes. El gènere conté 15 espècies.

## Ecologia
Zostera marina es troba en substrats sorrencs o en estuaris submergida o flotant parcialment. Les flors estan tancades a les làmines de les fulles basals, els fruits suren.

## Classificació
Actualment se'n reconeixen 15 espècies de Zostera són:
- Zostera marina L.
- Zostera capensis Setchell
- Zostera noltii Hornem.
- Zostera asiatica Miki
- Zostera caespitosa Miki
- Zostera capricorni Ascherson o com Zostera muelleri subsp. capricorni (Asch.) S.W.L.Jacobs
- Zostera caulescens Miki
- Zostera chilensis (J.Kuo) S.W.L.Jacobs & D.H.Les
- Zostera japonica Ascherson & Graebner
- Zostera mucronata den Hartog
- Zostera muelleri Irmisch ex Ascherson
- Zostera nigricaulis (J.Kuo) S.W.L.Jacobs & D.H.Les
- Zostera novazelandica Setchell
- Zostera polychlamys (J.Kuo) S.W.L.Jacobs & D.H.Les
- Zostera tasmanica Martens ex Ascherson

## Refercies
1. ↑  World Register of Marine Species. «Zostera Linnaeus, 1753» (en anglès). AlgaeBase. National University of Ireland, Galway.   Guiry MD, Guiry GM, 2013. [Consulta: 27 maig 2013].